# Aeroporto di Mosca-Šeremet'evo

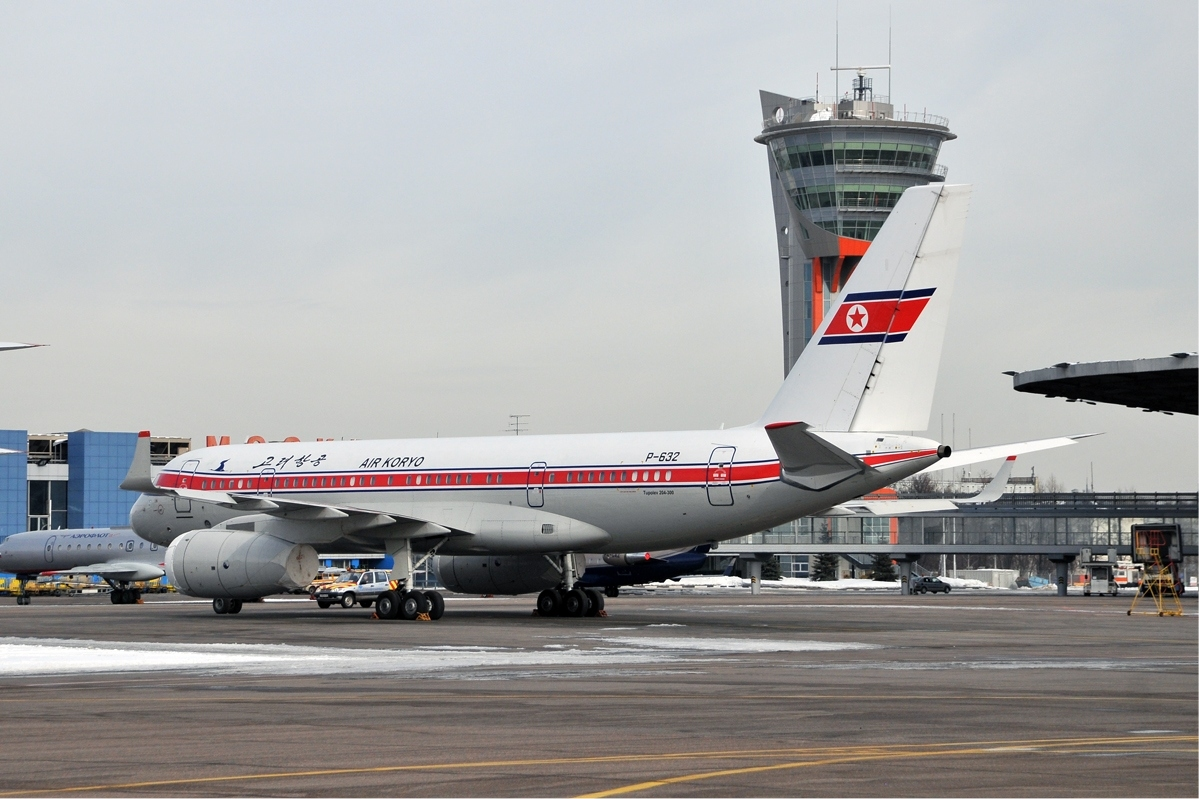
Tupolev Tu-204-300 nella livrea attuale della nordcoreana Air Koryo a Mosca-SVO.

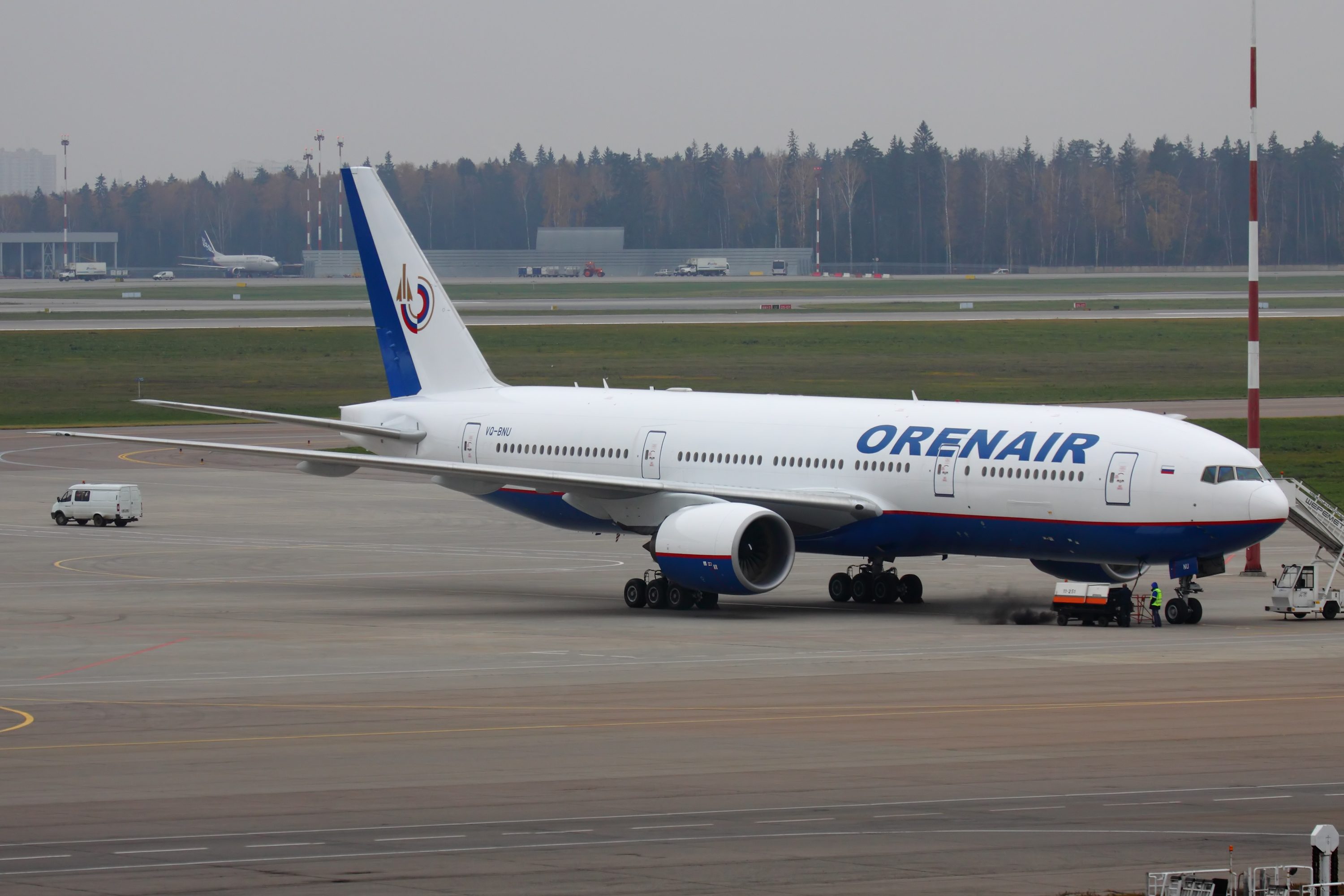
Boeing 777-200 nella livrea attuale della russa Orenair a Mosca-SVO.

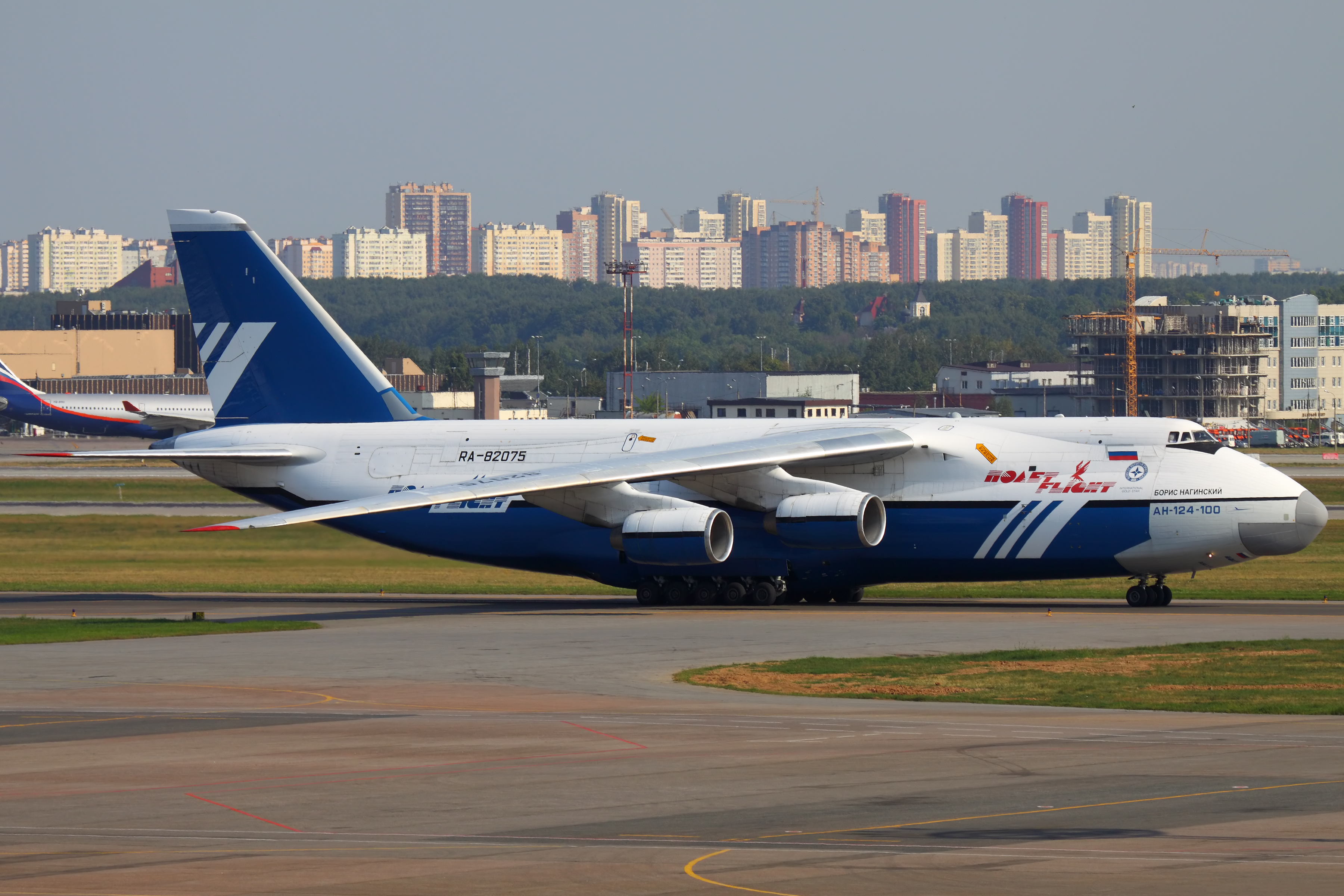
Antonov An-124 nella livrea attuale della russa Air Company Polet a Mosca-SVO.

L'aeroporto di Mosca-Šeremét'evo (in russo Международный аэропорт Шереме́тьево, Meždunarodnyj aėroport Šeremét'evo, Aeroporto internazionale Šeremét'evo) (IATA: SVO, ICAO: UUEE) è situato in Russia, a Chimki. Sorgendo a circa 30 km da Mosca, è il maggiore scalo aeroportuale della capitale russa, seguito dall'aeroporto Domodedovo.
A seguito di un sondaggio indetto dal governo russo, l'aeroporto sarà intitolato al poeta Aleksandr Puškin.
Inaugurato nel 1957 come installazione dell'aviazione militare sovietica, fu riconvertito presto in scalo commerciale e l'11 agosto 1959 vide il suo primo volo civile con destinazione l'aeroporto tedesco-orientale di Berlino-Schönefeld; nel 1980 fu sottoposto ad ampliamento con la costruzione di un nuovo terminal in occasione dei XXI giochi olimpici di Mosca.
La principale compagnia aerea russa Aeroflot ha previsto di sviluppare la rete dei voli nazionali ed internazionali di linea a partire dall'apertura del nuovo Terminal Šeremet'evo-3 nel 2009. L'aeroporto di Mosca-Šeremet'evo ha modificato il sistema di denominazione dei terminal dal 25 dicembre 2009. Il terminal internazionale Šeremet'evo-2 ha cambiato la denominazione in Terminal F (SVO-F). Il nuovo terminal internazionale operativo dal 2010 ha preso la denominazione di Terminal E (SVO-Е). Il terminal passeggeri Šeremet'evo-3 ha acquisito la denominazione di Terminal D (SVO-D). Il Terminal C (SVO-С) per i voli charter ha conservato la vecchia denominazione. Il terminal voli nazionali Šeremet'evo-1 ha cambiato la denominazione in Terminal B (SVO-B) con l'entrata in esercizio dell'orario estivo dei voli nel 2010. Il nuovo complesso aeroportuale della compagnia aerea russa Aeroflot prevede il collegamento di tre Terminal SVO-D, SVO-Е e SVO-F secondo gli standard di SkyTeam per l'hub di Mosca.
Il Ministero dei Trasporti russo ha dichiarato che è prevista la costruzione di una terza pista all'aeroporto Šeremet'evo e la costruzione di un nuovo terminal cargo entro il 2030. Nel 2009 Skytrax, società di ricerca britannica nel campo dell'aviazione civile, ha rilasciato la certificazione di qualità per l'aeroporto Šeremet'evo con un rating di due stelle. Il 6 agosto 2010, per effetto della visibilità ridotta in seguito agli incendi boschivi sviluppatisi nella regione di Mosca e per l'atterraggio di numerosi voli dirottati per difetto di visibilità dagli aeroporti di Mosca-Vnukovo e Mosca-Domodedovo, i numerosi aerei in arrivo all'aeroporto Šeremet'evo sono stati smistati negli aeroporti russi di Voronož-Čertovickoe, San Pietroburgo-Pulkovo, Nižnij Novgorod e Kazan', ma anche all'aeroporto ucraino di Charkiv.
Il 24 dicembre 2010 l'aeroporto Šeremet'evo ha superato la soglia di 19 milioni di passeggeri transitati dall'inizio dell'anno per la prima volta nella sua storia. Il 29 agosto 2012 l'Ente dell'Aviazione Civile della Russia "Rosaviacija" ha rilasciato il nulla osta per la costruzione della terza pista all'aeroporto Šeremet'evo. I lavori devono essere completati entro il 30 giugno 2015 con il costo previsto per la realizzazione dell'opera di 22,5 miliardi RUR. Il 13 dicembre 2012 l'aeroporto Šeremet'evo ha superato la soglia di 25 milioni di passeggeri transitati dall'inizio dell'anno per la prima volta nella sua storia.
Il 12 marzo 2013 all'aeroporto Šeremet'evo la compagnia Aeroexpress ha installato i chioschi-Skype per le videochiamate e chiamate gratuite per i passeggeri. Il pavimento interattivo installato all'interno di ogni chiosco-Skype interrompe il collegamento con l'account dell'utente quando persona esce dal chiosco. L'aeroporto di Šeremet'evo è diventato il secondo al mondo dopo l'aeroporto di Tallinn (Estonia) ad aver installato i chioschi-Skype. Nel marzo 2013 sono stati iniziati i lavori di costruzioni dell'eliporto di Mosca-Šeremet'evo vicino al Terminal SVO-A per i clienti VIP che si servono del Terminal VIP dell'aeroporto Šeremet'evo.

## Dati di traffico
Questo grafico non è disponibile a causa di un problema tecnico.
Si prega di non rimuoverlo.
Vedi la query Wikidata di origine.

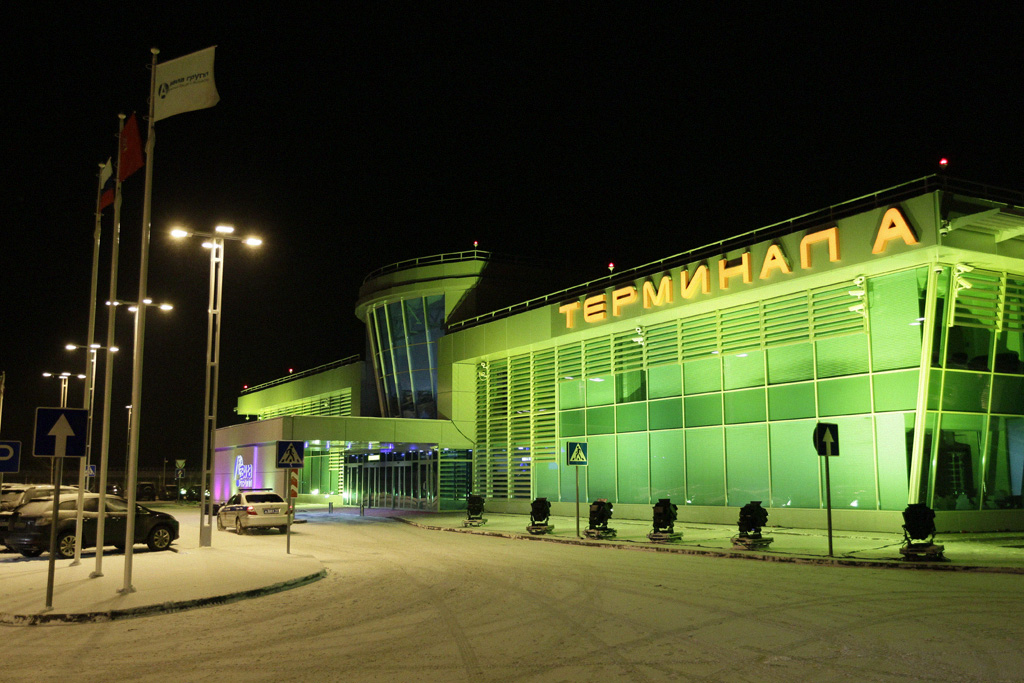
Terminal SVO-A per l'aviazione generale.

Fonte: ОАО "Международный аэропорт "Шереметьево"

## Terminal
- Terminal SVO-B (ex-Šeremet'evo-1)

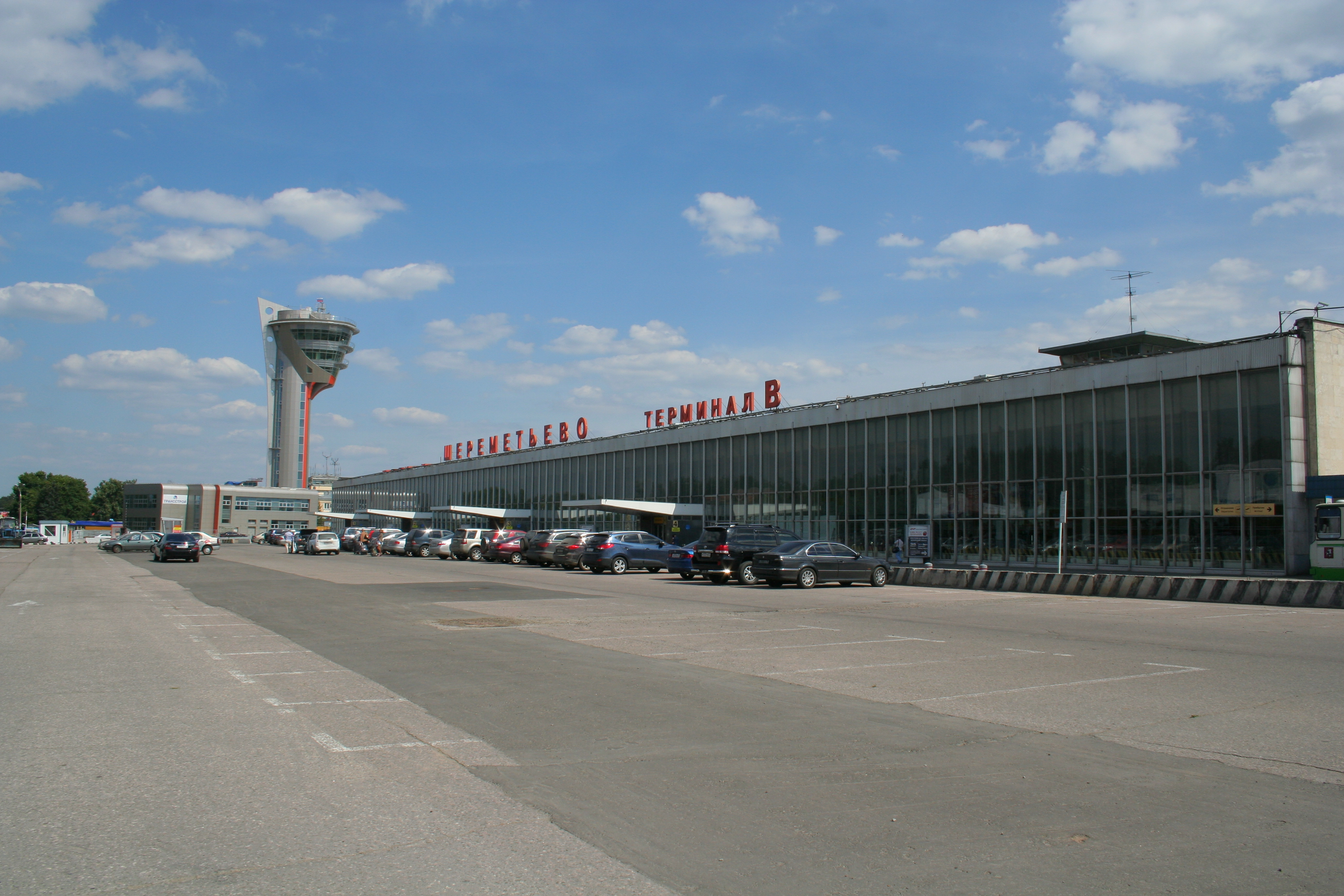
Terminal SVO-B e la torre di controllo dell'aeroporto Šeremet'evo.

Terminal B è stato demolito in agosto 2015. Al suo posto entro la fine del 2017 verrà costruito un nuovo terminal con capacità di 15 milioni di passeggeri all'anno.
- Terminal SVO-C

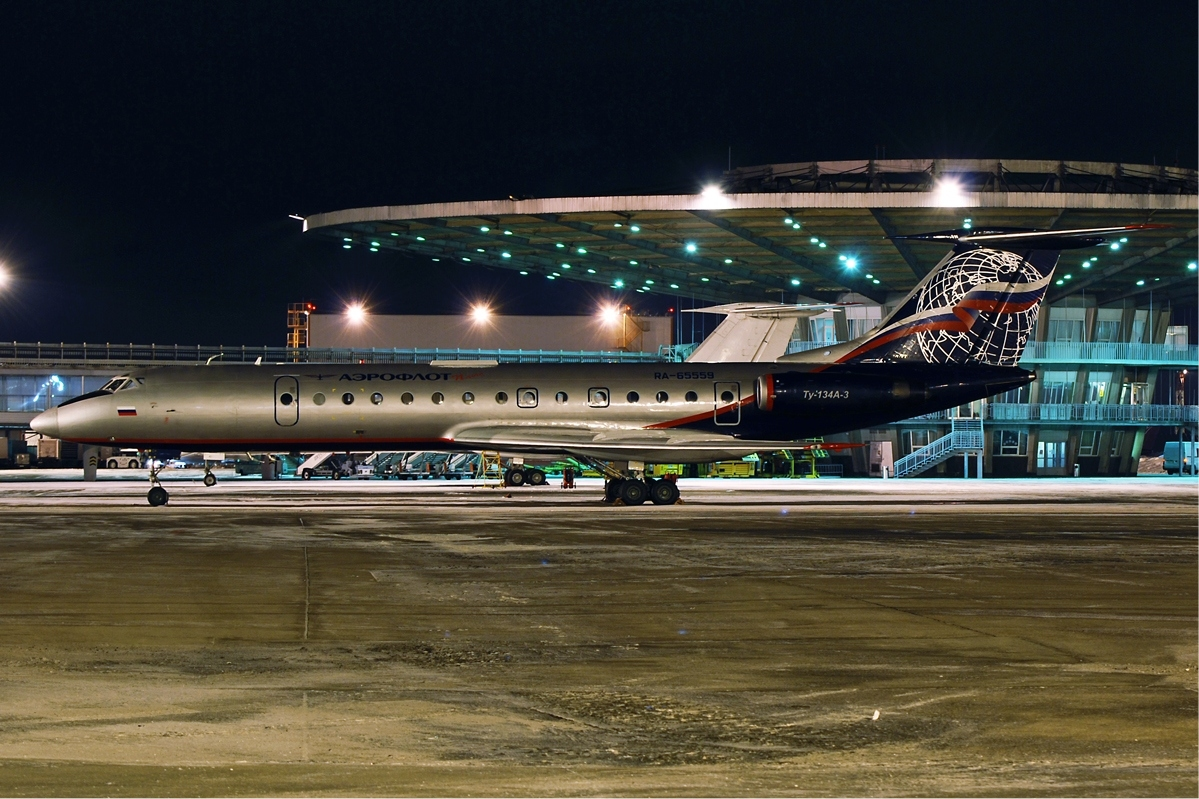
Tupolev Tu-134A-3 dell'Aeroflot-Plus davanti al Terminal SVO-B.

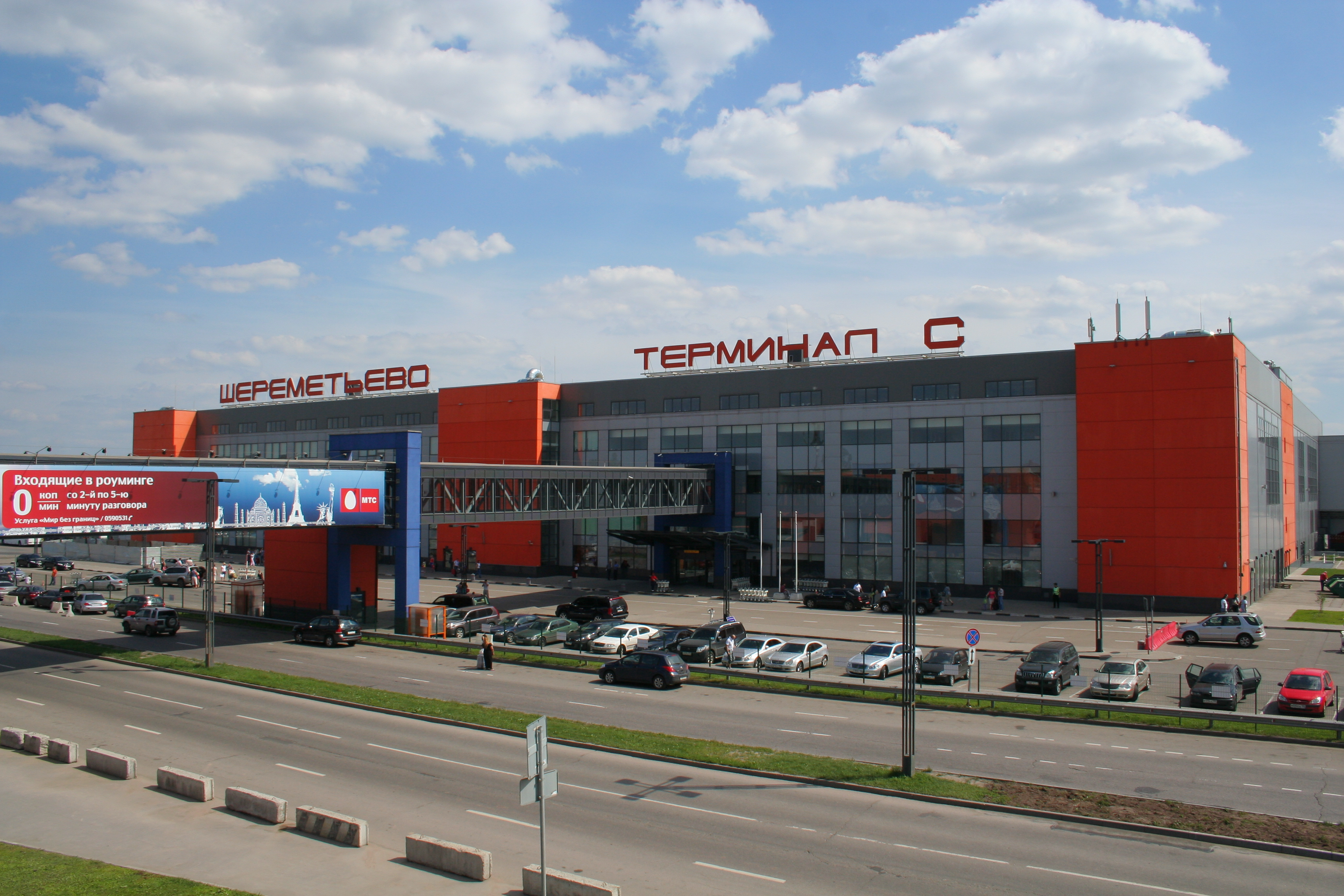
Terminal SVO-C dell'aeroporto Šeremet'evo.

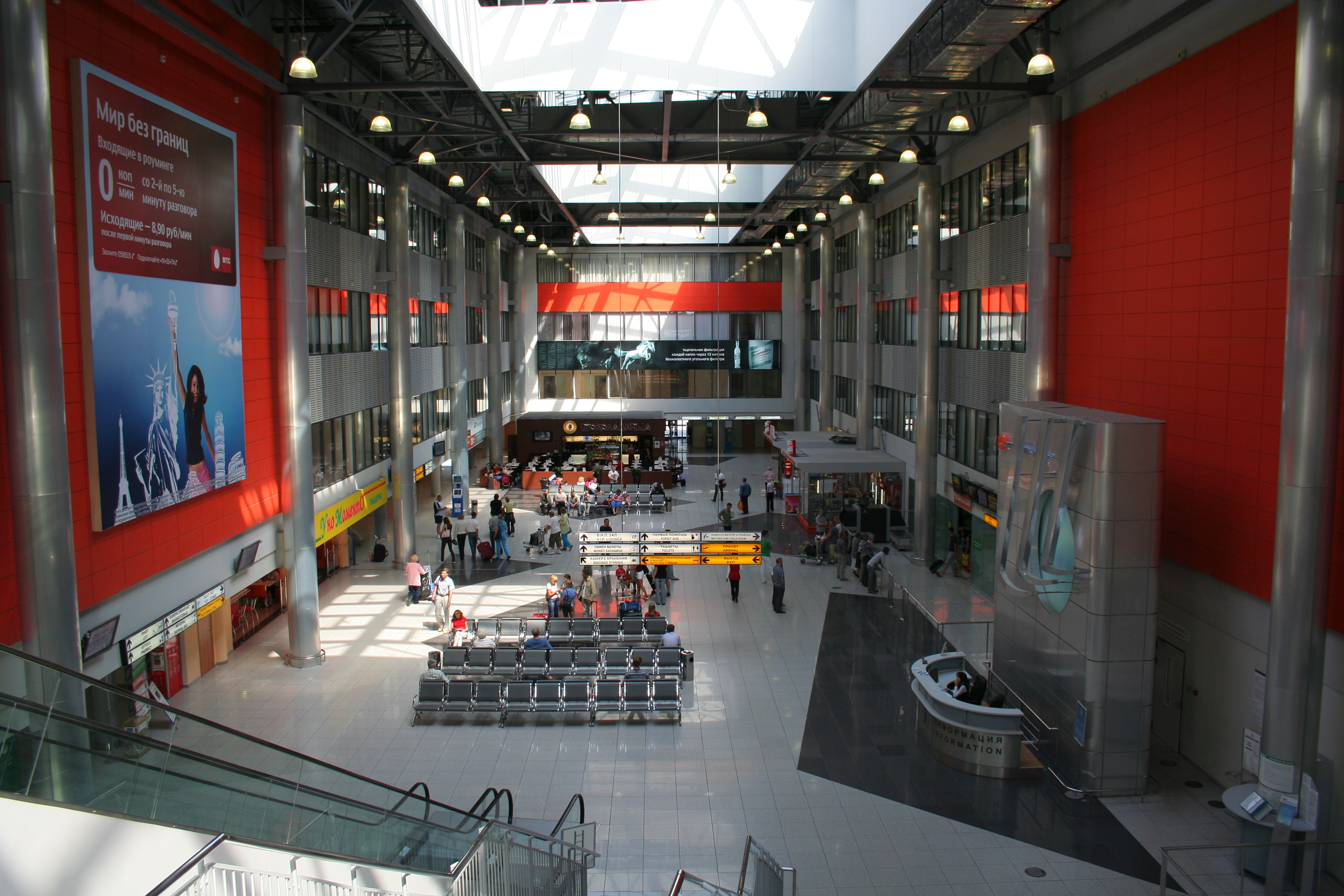
L'area delle partenze del Terminal SVO-C.

Terminal C dell'aeroporto svolge l'attività dei voli charter e dei voli dell'aviazione VIP e business.
- Terminal SVO-D

- Terminal SVO-E

- Terminal SVO-F (ex-Šeremet'evo-2)

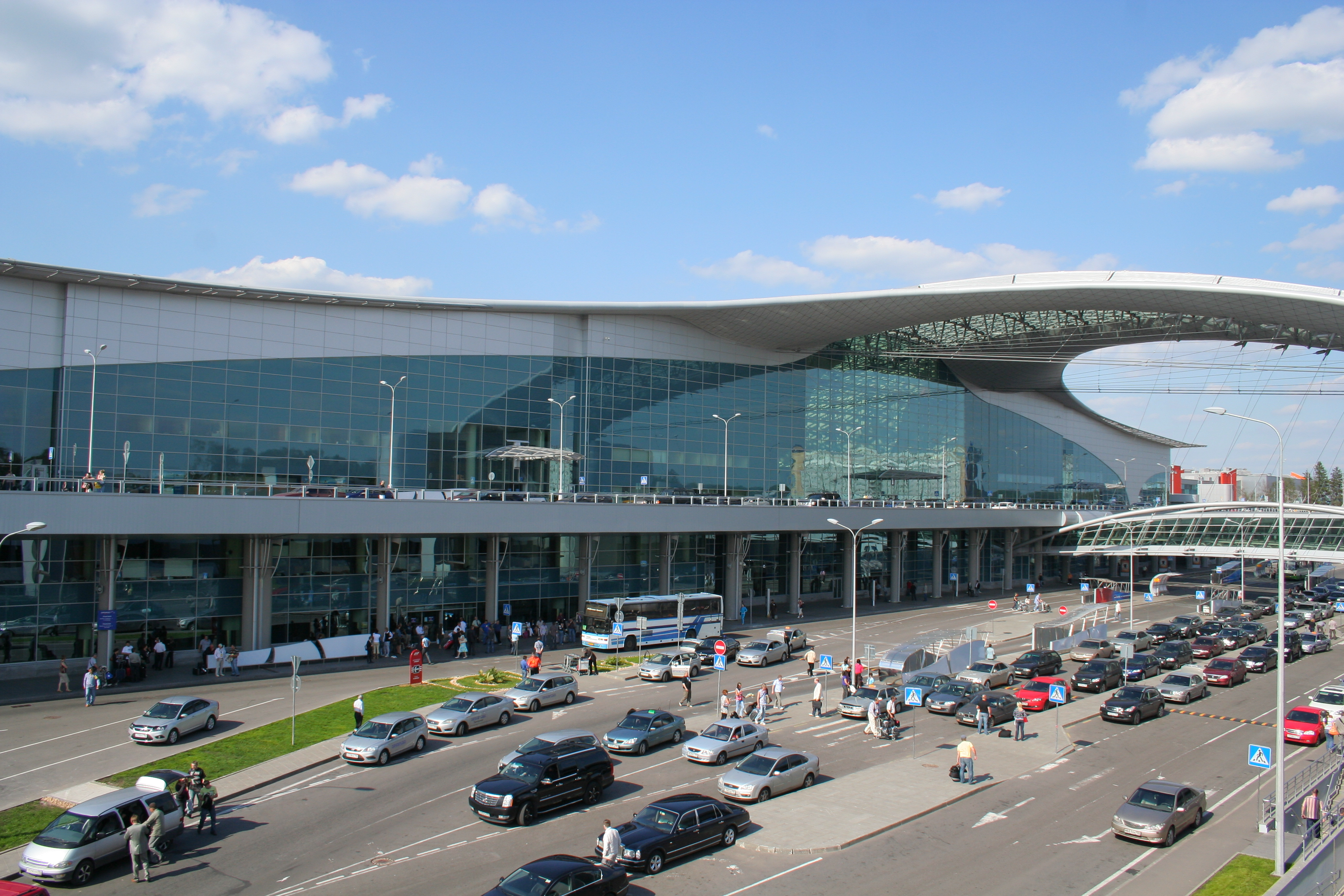
Terminal SVO-D dell'aeroporto Šeremet'evo.

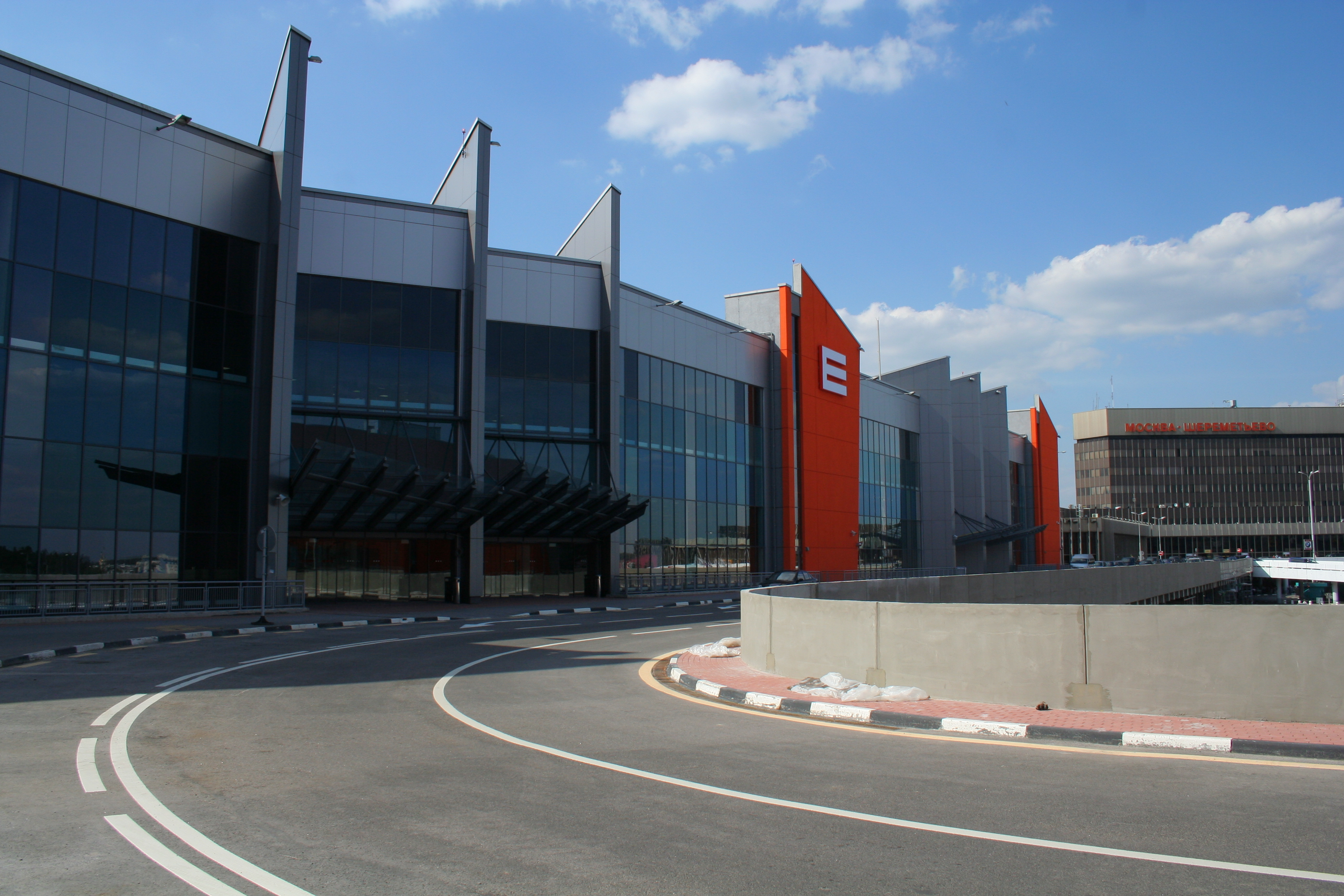
Terminal SVO-E dell'aeroporto Šeremet'evo

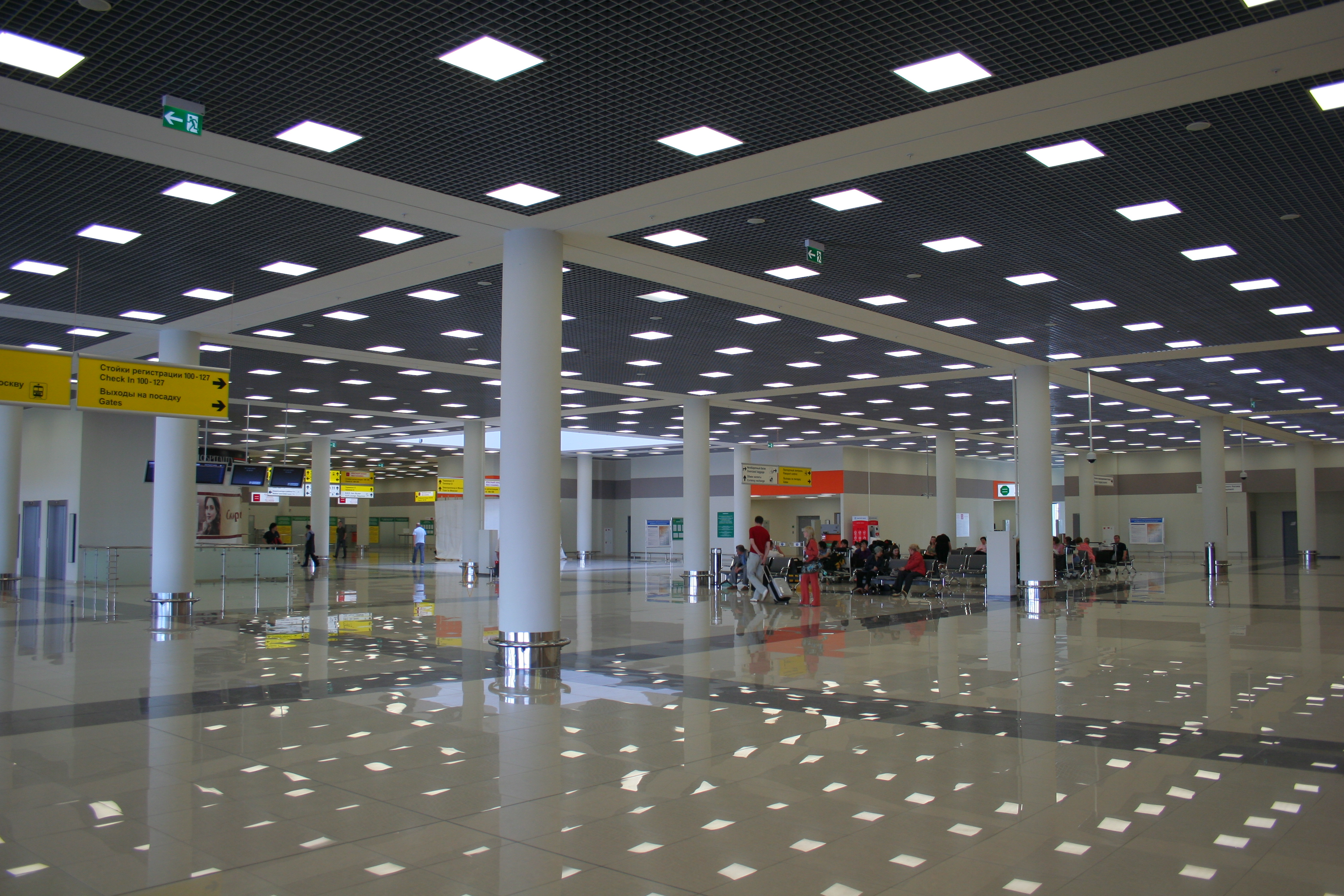
L'area delle partenze del Terminal SVO-E.

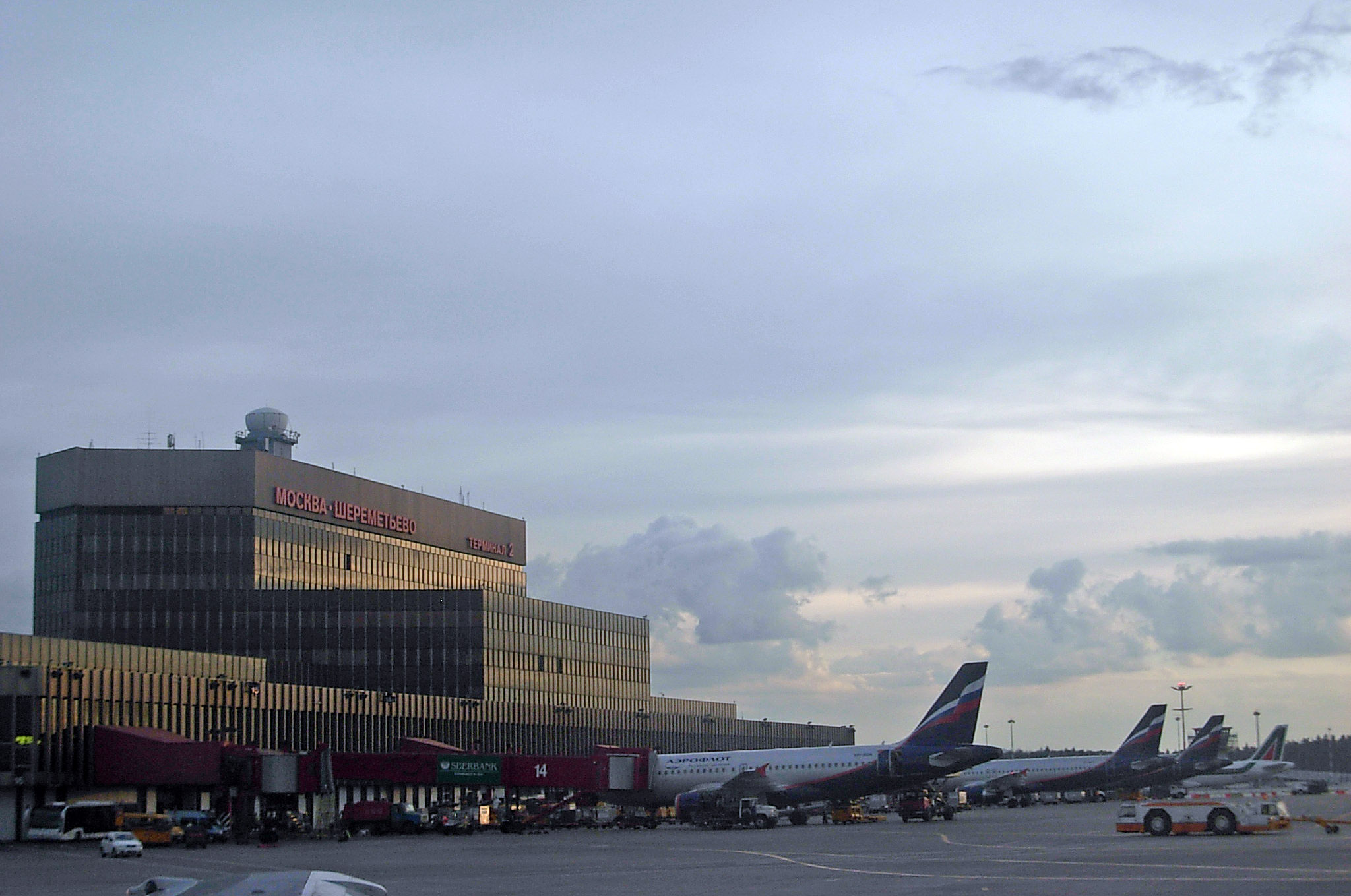
Gli aerei dell'Aeroflot e dell'Alitalia parcheggiati al Terminal SVO-F

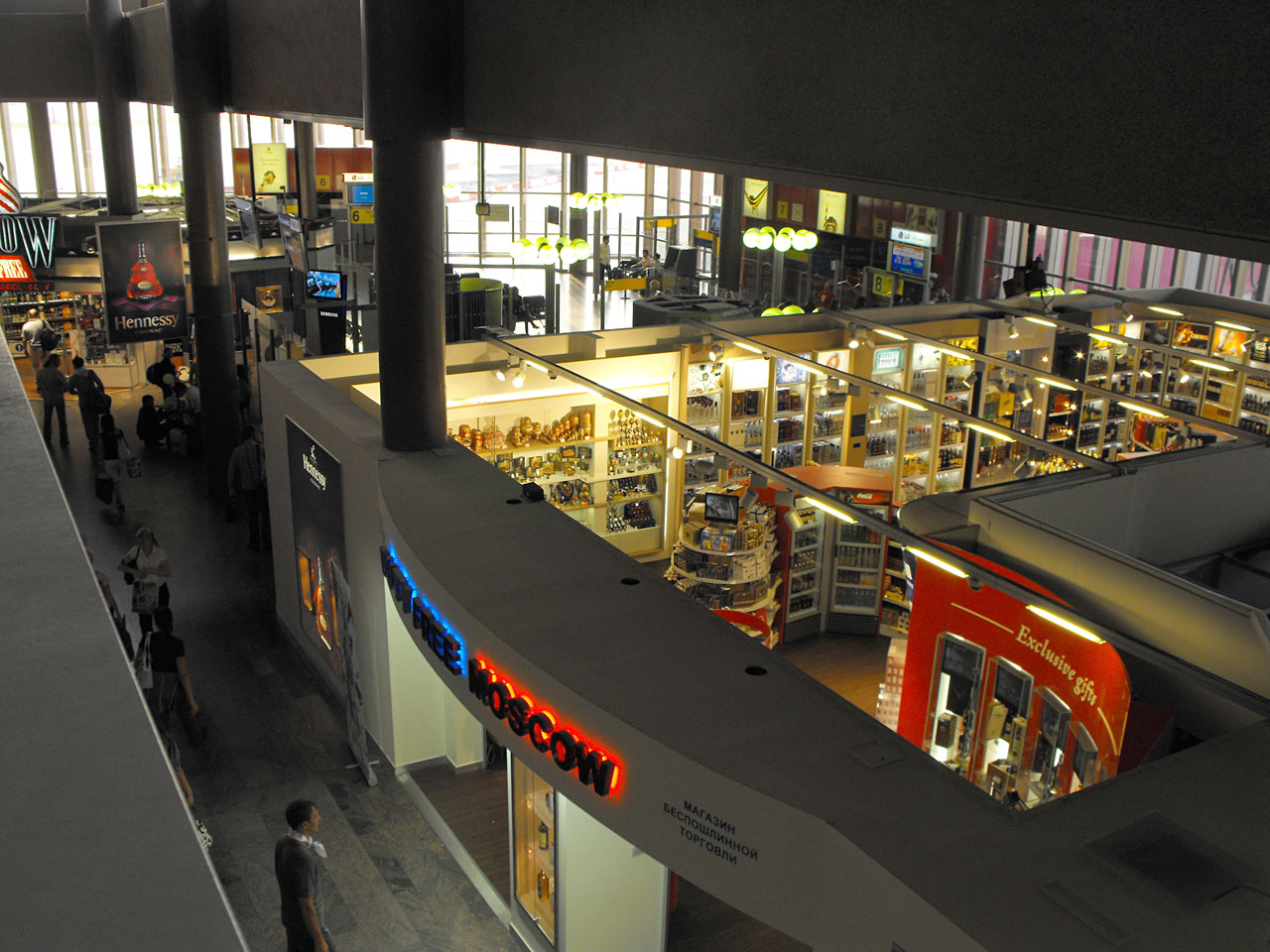
L'area delle partenze del Terminal SVO-F

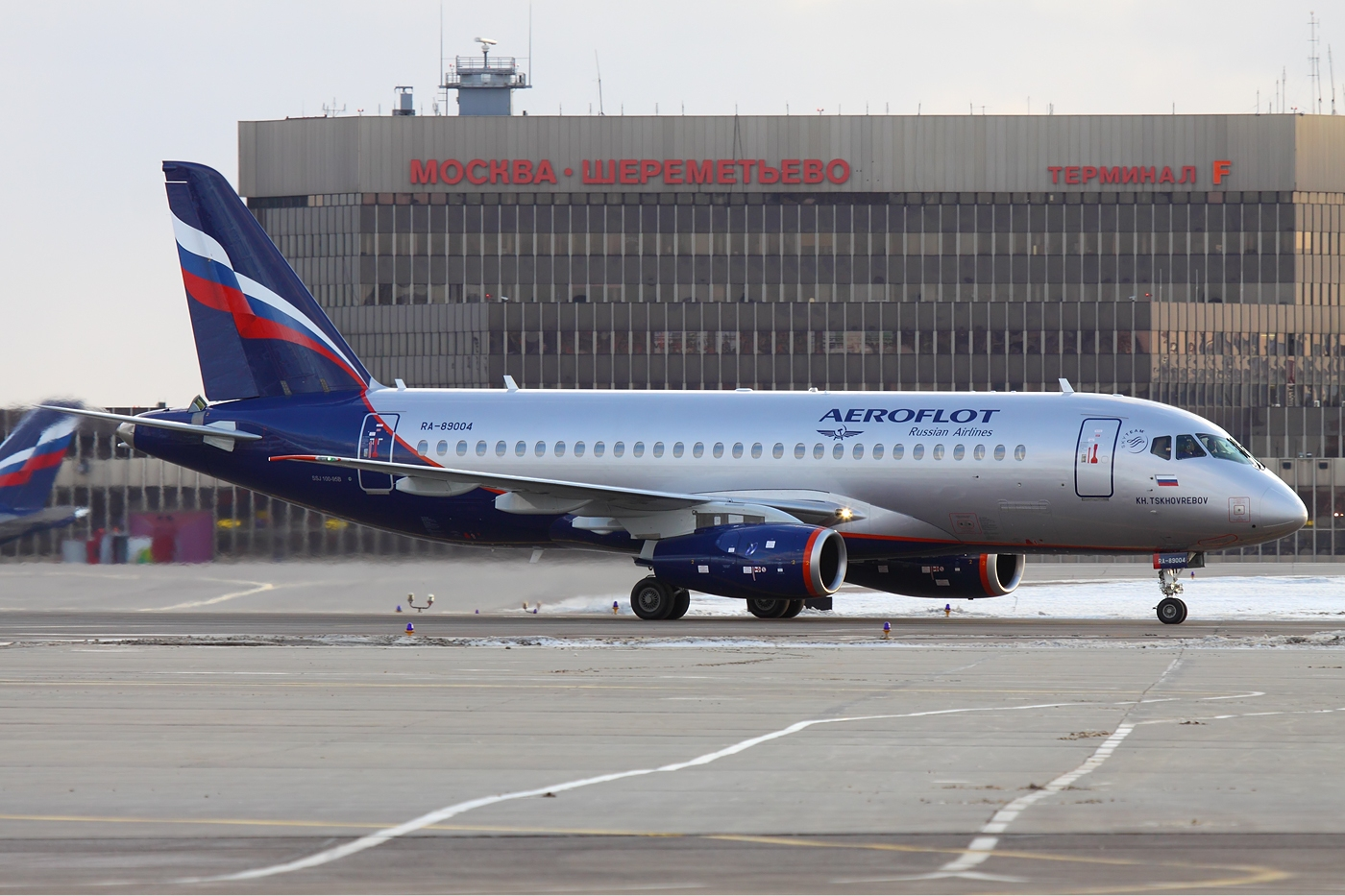
Sukhoi Superjet 100 dell'Aeroflot davanti al Terminal SVO-F.

Nel Terminal SVO-F è possibile collegarsi alla rete Internet tramite la tecnologia Wi-Fi per tutti i passeggeri nella zona dell'attesa del imbarco dei voli.

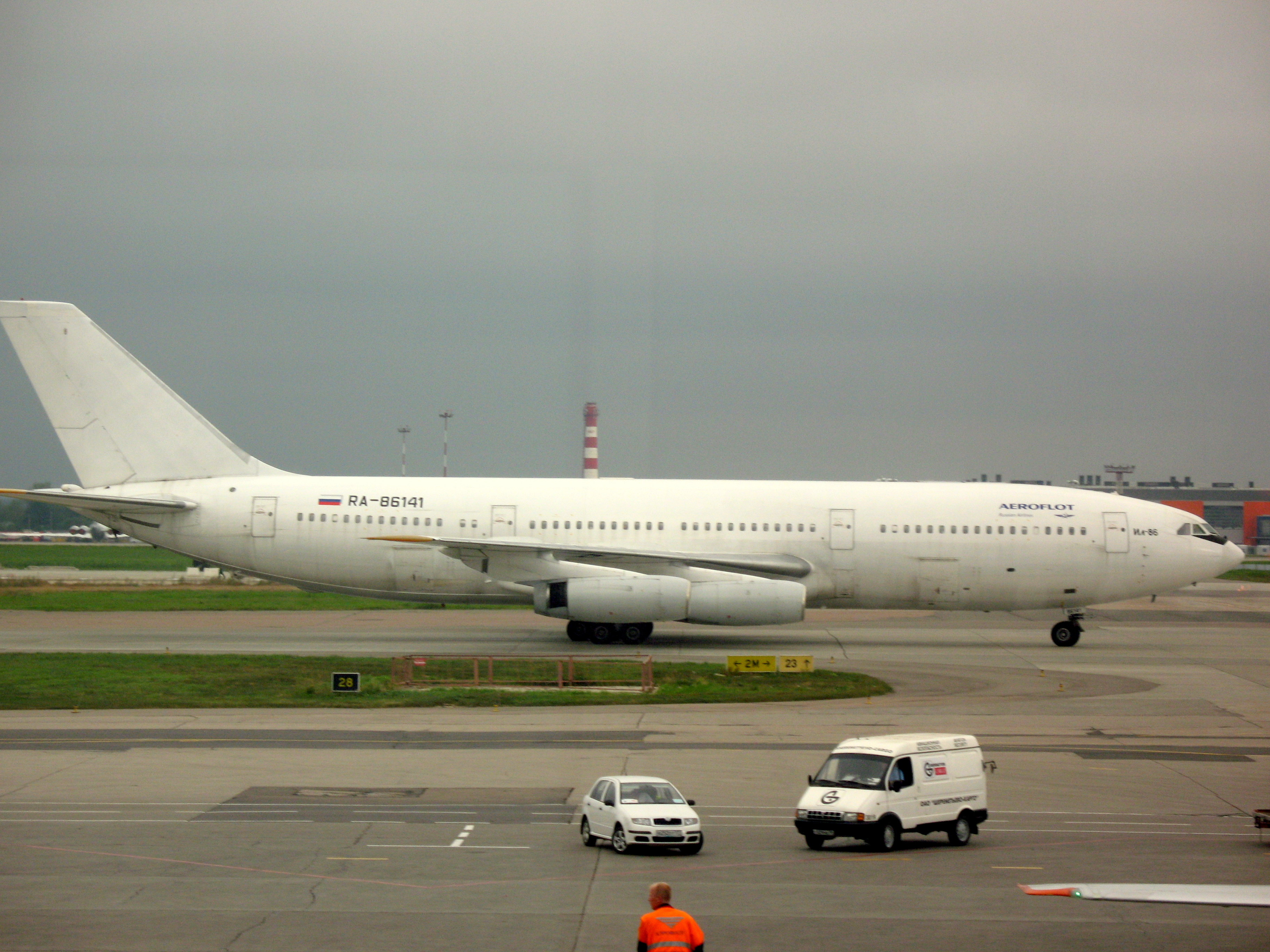
Ilyushin Il-86 dell'Aeroflot nell'aeroporto Šeremet'evo

- Terminal Cargo

## Collegamenti con Mosca

### Trasporto pubblico
L'aeroporto di Mosca-SVO è facilmente raggiungibile con la linea n.949 del trasporto pubblico dalla Stazione Rečnoj Vokzal (in russo: Речной вокзал) di Metropolitana di Mosca oppure con la linea n.948 del trasporto pubblico dalla Stazione Planernaja (in russo: Планерная) di Metropolitana di Mosca. Il costo di corsa di sola andata è di 60 RUR ed il biglietto viene acquistato al bordo del mezzo dopo la salita.

### Treno

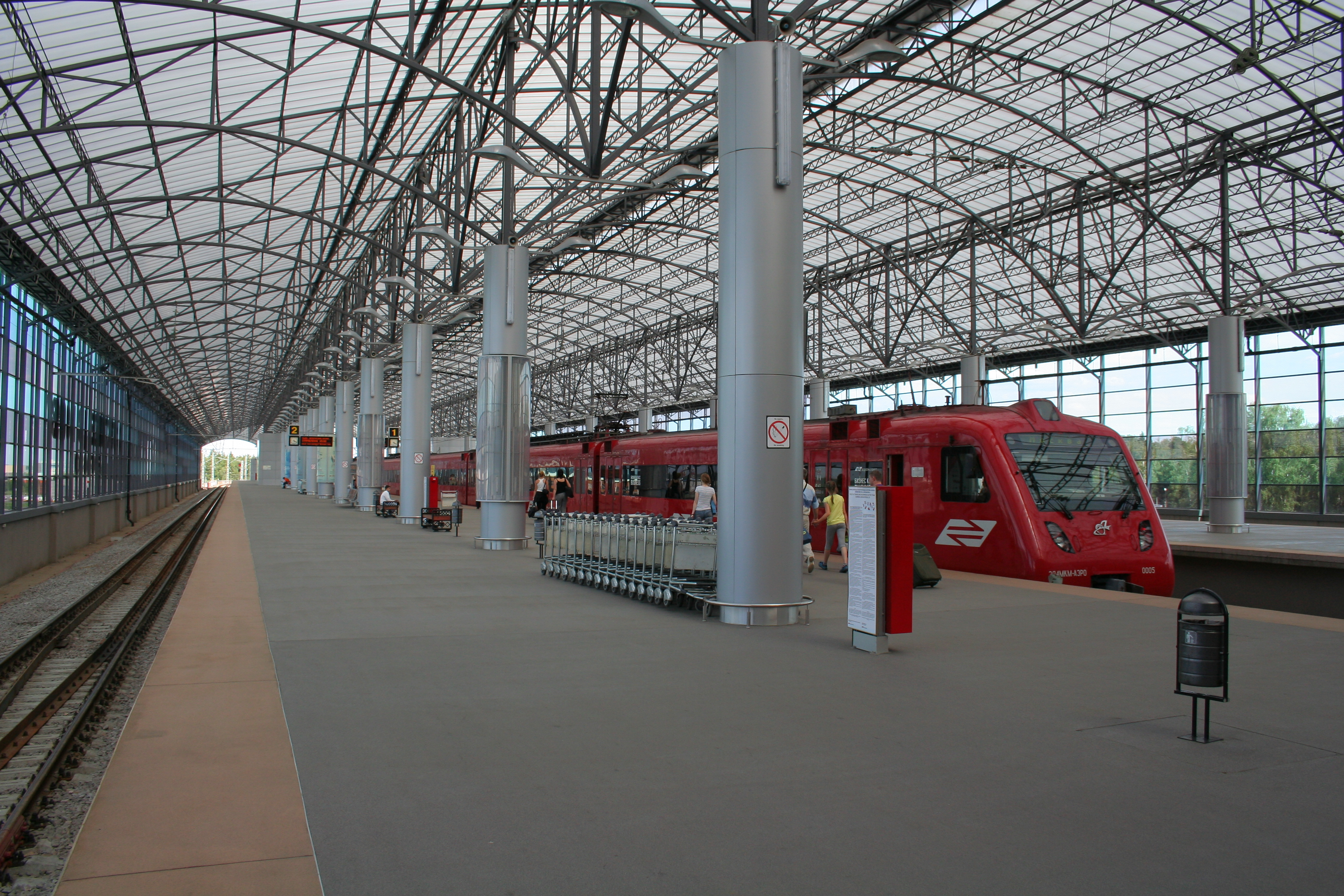
Un treno dell'"Aeroexpress" alla Stazione di Aeroporto-Šeremet'evo

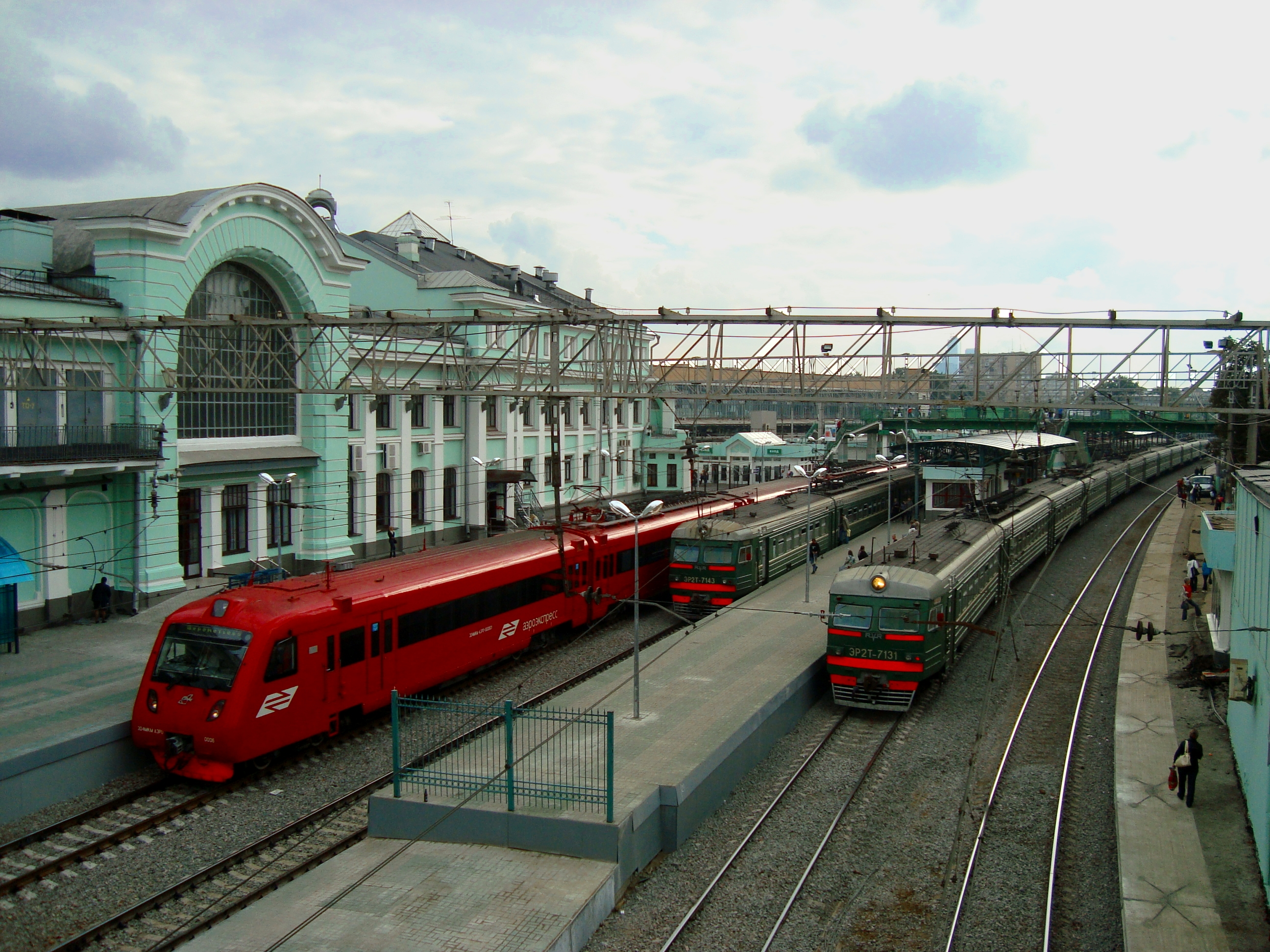
Un treno dell'"Aeroexpress" e due treni regionali delle Ferrovie russe alla Stazione di Mosca-Belorusskaja

L'aeroporto è facilmente raggiungibile dal centro di Mosca dalla Stazione di Mosca-Belorusskaja delle Ferrovie russe con i treni "Aeroexpress". Inoltre, al Terminal "Aeroexpress" della Stazione di Mosca-Belorusskaja si può gratuitamente consegnare i bagagli effettuando il check-in su tutti i voli interni in partenza dall'Aeroporto Šeremet'evo. La registrazione al Terminal "Aeroexpress" della Stazione di Mosca-Belorusskaja inizia 15 ore prima e termina 3 ore prima di partenza dei voli. Il Terminal intermodale è aperto dalle ore 07:00 fino alle ore 21:00. I biglietti sui treni "Aeroexpress" sono attualmente disponibili in due classi (economica (solo andata 250 RUR), business (solo andata 700 RUR)) e sono acquistabili sul sito internet dell'"Aeroexpress".

## Incidenti
- 5 maggio 2019 - Il volo Aeroflot 1492 operato da un Sukhoi Superjet 100 con a bordo 79 persone, decollato dall'aeroporto di Sheremetyevo e diretto a Murmansk, è dovuto rientrare all'aeroporto di partenza a causa di non precisati problemi tecnici; durante il secondo tentativo di atterraggio ha preso fuoco, causando la morte di 41 tra passeggeri e membri dell'equipaggio.[16]

## Aeroporti di Mosca
- Aeroporto di Mosca-Bykovo
- Aeroporto di Mosca-Domodedovo
- Aeroporto di Mosca-Vnukovo
- Aeroporto di Mosca-Ostafievo
- Aeroporto di Mosca-Tušino